# FC Kiviõli Irbis
El FC Kiviõli Irbis es un equipo de fútbol de Estonia que juega en la Esiliiga B, la tercera liga de fútbol más importante del país.

## Historia
Fue fundado en el año 1999 en la ciudad de Kiviõli con el nombre Kiviõli Tamme Auto hasta que en el 2013 se fusionaron con un equipo local a nivel menor para crear al equipo actual.
Estuvo en la Esiliiga desde el 2007 hasta el 2013 y nunca ha jugado en la Meistriliiga.